# Onthophagus hilaridis
Onthophagus hilaridis là một loài bọ cánh cứng trong họ Bọ hung (Scarabaeidae).